# 皮彭巴赫河
51°40′09″N 7°38′09″E / 51.6691°N 7.6359°E

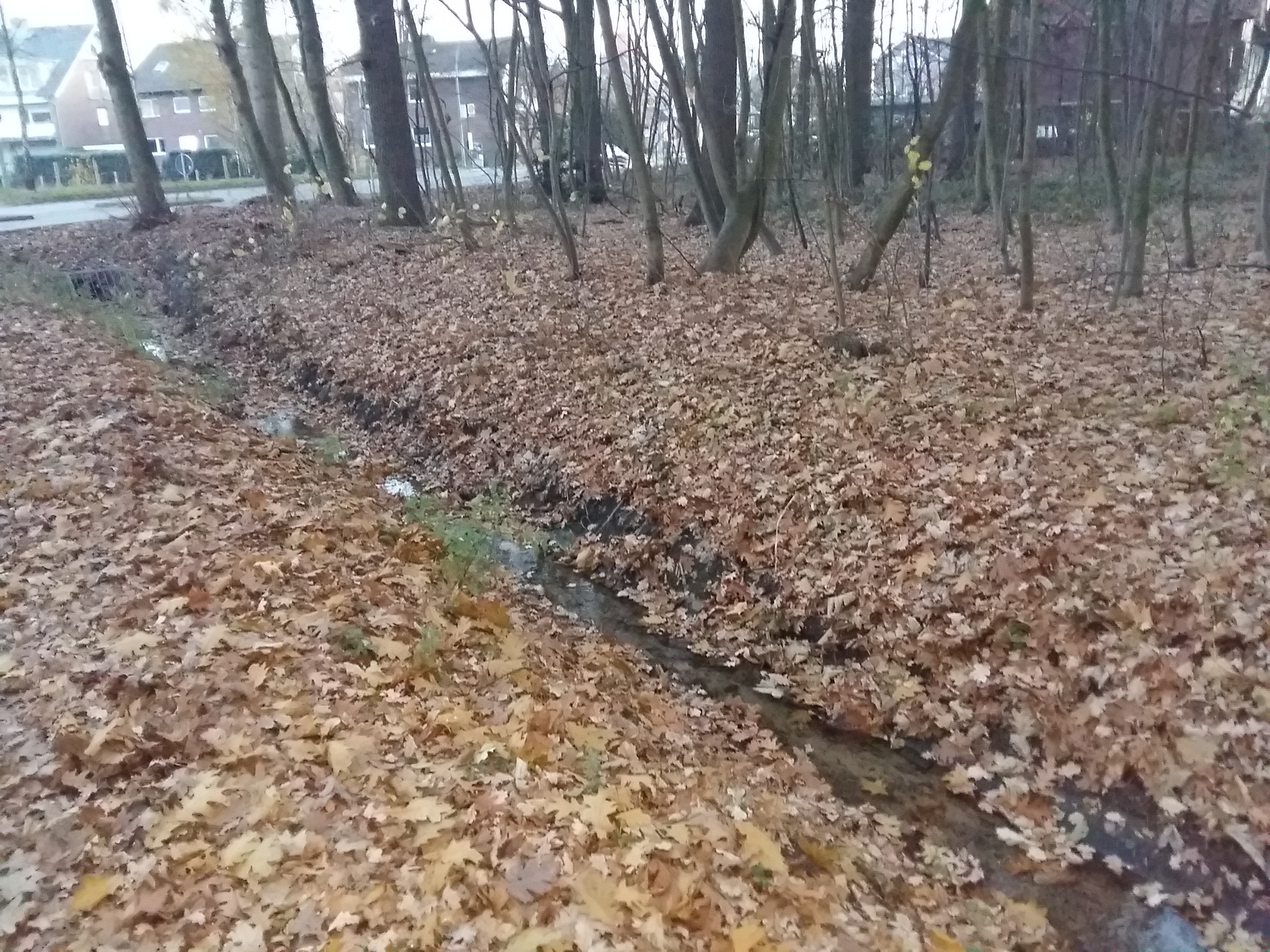
皮彭巴赫河

皮彭巴赫河（德語：Piepenbach），是德國的河流，位於該國西部，處於北萊茵-威斯特法倫州，屬於霍訥河的右支流，河道全長2.4公里，發源自韋爾訥西側。